# Adungrella punctulata
Adungrella punctulata is een hooiwagen uit de familie Sclerosomatidae. De wetenschappelijke naam van Adungrella punctulata gaat terug op Roewer.